# Eoscarta flavipes
Eoscarta flavipes är en insektsart som beskrevs av Schmidt 1925. Eoscarta flavipes ingår i släktet Eoscarta och familjen spottstritar. Inga underarter finns listade i Catalogue of Life.